# Erval Seco
Erval Seco är en kommun i Brasilien.   Den ligger i delstaten Rio Grande do Sul, i den södra delen av landet, 1 400 km söder om huvudstaden Brasília. Antalet invånare är 7 878.
Trakten runt Erval Seco består till största delen av jordbruksmark. Runt Erval Seco är det glesbefolkat, med 10 invånare per kvadratkilometer.